# Braunsia subsulcata
Braunsia subsulcata är en stekelart som beskrevs av Günther Enderlein 1904. Braunsia subsulcata ingår i släktet Braunsia och familjen bracksteklar. Inga underarter finns listade.